# Yves de Montcheuil
Yves Moreau de Montcheuil, né le 30 janvier 1900 à Paimpol (Côtes-d'Armor) et mort le 11 août 1944 à Grenoble, est un prêtre jésuite français, philosophe et théologien. Résistant, aumônier du maquis du Vercors, fusillé par les nazis. Il était un proche d'Henri de Lubac.

## Biographie
Scolarisé chez les jésuites, Yves de Montcheuil termine ses études hors de France, pour suivre le collège des jésuites alors en exil à Jersey. En 1916, alors qu'il se destinait à entrer dans la marine, il change d'avis après la disparition de son frère à la bataille de Verdun, et il entre au noviciat jésuite en 1917.
Après son service militaire, en 1922, il commence ses études de philosophie à Jersey où il se lie avec Gaston Fessard et Henri de Lubac, des études de philosophie qu'il prolonge par une licence à la Sorbonne (1924-26). Il termine sa formation en philosophie par un énorme travail personnel, notamment par l'étude des écrits du philosophe Maurice Blondel, mais aussi de Kant, Bergson. 
Il fait ensuite ses études de théologie aux Facultés théologiques jésuites de Fourvière à Lyon entre 1929 et 1933 avant de les compléter à la Grégorienne. En 1936, il soutient sa thèse en théologie sur « Malebranche et le quiétisme », thèse où il refuse toute séparation nuisible entre la théologie et la mystique d'un côté, la philosophie de l'autre. La même année, il devient professeur à l'Institut catholique de Paris. Il y dispense un enseignement solide, clair. Cependant, il ne limite pas son ministère à l'enseignement théorique, il se met au service de communautés croyantes variées. Il devient aumônier ou plutôt « médecin-consultant » auprès d'étudiants (JEC), d'enseignants, de groupes de foyer, mais aussi auprès de la JOC, de l'Action catholique féminine.
Pendant la guerre, il entre en résistance spirituelle. À partir de 1942, il participe activement à l'élaboration des Cahiers du Témoignage chrétien et son rôle est capital dans sa diffusion dans la zone nord. Il dénonce l'antisémitisme comme étant incompatible avec le christianisme. Il en appelle à la conscience endormie des chrétiens, et à témoigner plus vigoureusement.
Pendant l'été 1943 et à Pâques 1944, au cours de séjours de camps de jeunes, il est appelé auprès de résistants du Vercors. En effet, de jeunes chrétiens combattants s'y trouvent, dépourvus des sacrements et aux prises avec des problèmes de conscience qu'ils ne peuvent résoudre seuls. En juillet 1944, il gagne le plateau du Vercors pour ce qui devait être une brève enquête de terrain. Mais il arrive quelques jours avant l'attaque allemande. Au lieu d'essayer de s'enfuir avec les hommes valides, il décide de rester avec les grands blessés. Pris dans la grotte de la Luire avec les médecins, les infirmières et les blessés, il est emprisonné à Grenoble et fusillé avec plusieurs de ses codétenus dans la nuit du 10 au 11 août 1944.

## Décoration
- Médaille de la Résistance française (24 avril 1946)[3]

## Publications
- Spiritualité, théologie et résistance, Presses universitaires de Grenoble, 1987
- Pour un apostolat spirituel, éd. de l'Orante, Paris, 1942
- Vie chrétienne et action temporelle, 1944
- Le Rôle du chrétien dans l'Église, 1945
- Malebranche et le quiétisme, Aubier-Montaigne, 1946
- Mélanges théologiques, Aubier-Montaigne, 1946
- L'Église et le monde actuel, 1946 ; 2e éd. 1959, éd. Témoignage chrétien, Paris
- Leçons sur le Christ, avant-propos du P. Joseph Huby, 1949. Réédité par les éditions Lessius, avec une introduction de Bernard Sesboüé. Edition Jésuite 2016  (ISBN 9782872992812)
- Aspects de l'Église, 1949 ; rééd. Le Seuil, coll. « Livre de vie », 1962
- Problèmes de vie spirituelle, 1950 ; rééd. Desclée de Brouwer, 2006  (ISBN 9782220057446)
- Le Royaume et ses exigences, 1957 ; rééd. Desclée de Brouwer, troisième édition, Collection Christus. Textes ; n°  2006,  (ISBN 9782220057446)

### Préface
- Maurice Blondel, Pages religieuses, Aubier, 1942

## Hommages et postérité
- Yves de Montcheuil figure sur la liste des personnes citées au Panthéon de Paris.
- La Fondation jésuite de Montcheuil, créée en 1983 est nommée en son honneur[4].
- Un colloque organisé en 1984 évoque son parcours de résistant au Vercors[5]